# Толща (стратиграфическое подразделение)
Толща — термин свободного употребления, применяющийся для обозначения комплекса слоёв или даже одного более или менее значительной мощности слоя осадочных или вулканогенных пород при описании, а также стратиграфических единиц, объём, возрастные граница и положение в геологическом разрезе которых ещё не установлены. Толщи, в отличие от свит, следует называть по составу слагающих пород: песчано-сланцевая, известняковая и т. д.